# Grand Prix de la FIDE 2008-2010
El Grand Prix de la FIDE 2008-2010 (oficialment, en anglès: FIDE Grand Prix 2008–2010), fou l'edició del Grand Prix de la FIDE de 2008-2010, una sèrie de sis torneigs d'escacs, que eren part del procés de classificació pel Campionat del món de 2012. Els dos primers classificats ocuparien dues de les vuit places previstes pel Torneig de Candidats per determinar l'aspirant al títol de Campió del món. Els torneigs foren organitzats per la FIDE. El Grand Prix el guanyà convincentment en Levon Aronian, i el segon classificat fou en Teimur Radjàbov.
En principi, estava previst que el guanyador del Grand Prix jugués un matx el 2010 contra el guanyador de la Copa del Món de 2009, i que el guanyador d'aquest matx fos l'aspirant al títol en el Campionat del món de 2012.
El 25 de novembre de 2008, la FIDE va anunciar alguns canvis importants, anunciant que el guanyador i el finalista es classificarien, en contra del previst, per un Torneig de Candidats a vuit jugadors. Això va causar algunes protestes, i la retirada de dos jugadors (Magnus Carlsen i Michael Adams) que foren substituïts. Per més detalls, vegeu Campionat del món de 2012.
També diverses de les ciutats que havien de ser seu es van retirar, provocant que tots els torneigs llevat dels dos primers fossin replanificats.
Levon Aronian va fer els punts suficients per guanyar el Grand Prix fins i tot abans que tingués lloc el darrer torneig, i per això va decidir no jugar-lo. El sisè i darrer torneig es va celebrar a Astracan el maig de 2010.

## Format
Hi hagué sis torneigs celebrats al llarg de 2008, 2009 i 2010. Cadascun dels 21 participants havien de jugar quatre dels sis torneigs.
Cada torneig era un round-robin de 14 jugadors a una volta. En cada ronda els jugadors obtenien 1 punt per una victòria, ½ punt per unes taules i 0 per una derrota. Els punts al Grand prix derivaven de la classificació final de cada jugador en un torneig: 180 punts per un primer lloc, 150 pel segon lloc, 130 pel tercer lloc, i de 110 a 10 punts pels llocs quart a catorzè (decrement de 10 punts per cada lloc). (els punts del Grand Prix es dividien entre els jugadors amb igual nombre de punts en un torneig).
Finalment, els jugadors només comptaven els seus tres millors resultats en torneig, i el jugadors amb més punts grand prix seria el guanyador.
Si fos necessari un desempat per determinar el guanyador del grand prix, el sistema seria:
1. El quart resultat a banda de les tres millors actuacions
2. El nombre de punts aconseguits en els quatre torneigs
3. El nombre de primers llocs en els torneigs
4. El nombre de segons llocs en els torneigs
5. El nombre de partides guanyades
6. Sorteig

### Dates dels torneigs
Les dates i localització dels torneigs foren les següents:
- 19 d'abril – 6 de maig de 2008, Bakú, Azerbaidjan
- 30 de juliol – 15 d'agost de 2008, Sotxi, Rússia
- 13 de desembre – 29 de desembre de 2008, Elistà, Rússia (originalment havia de ser a Doha, Qatar, el novembre de 2008)[8]
- 14 d'abril – 30 d'abril de 2009, Nalchik, Rússia (originalment havia de ser a Montreux (Suïssa))
- 9 d'agost – 24 d'agost de 2009, Djermuk, Armènia (originalment havia de ser a Elistà, Rússia)[9][10]
- 9 de maig –25 de maig de 2010, Astracan, Rússia (originalment havia de ser a Karlovy Vary, República Txeca, l'octubre de 2009)[11][12]

### Regles de taules
Al Grand Prix hi hagué unes petites variacions sobre les regles dels escacs, que consistien en el fet que els jugadors no tenien permès de parlar entre ells durant la partida, i en què les taules per mutu acord no estaven permeses. Les taules havien de ser decretades per l'àrbitre, que estava assistit per un Gran Mestre que hagués tingut el títol durant almenys deu anys. Els únics supòsits de taules permesos (excepte per ofegat) eren:
- Triple repetició de la posició.
- Regla de les cinquanta jugades
- Escac continu
- Taules teòriques.

## Participants

### Qualificació
- Els quatre jugadors que (a començaments de 2008) estaven encara disputant les classificacions pels campionats del món de 2008 i de 2010: Viswanathan Anand, Vladímir Kràmnik, Vesselín Topàlov i Gata Kamsky.
- A banda del guanyador Kamsky, els següents tres classificats de la fase final de la Copa del Món d'escacs de 2007: Aleksei Xírov, Serguei Kariakin i Magnus Carlsen.
- Set jugadors en funció del seu rànquing. El rànquing usat fou la mitjana dels Elos de gener i octubre de 2007. La FIDE va emetre una llista dels 25 millors jugadors d'acord amb aquesta fórmula.[14] Els set primers jugadors de la llista (a banda d'aquells que s'haguessin classificat per altres mitjans) obtingueren la classificació automàtica: Vassil Ivantxuk, Xakhriar Mamediàrov, Péter Lékó, Aleksandr Morozévitx, Levon Aronian, Teimur Radjàbov i Borís Guélfand. La FIDE també va anunciar que els primers quatre reserves, per ordre, serien Michael Adams, Piotr Svídler, Judit Polgár i Aleksandr Grisxuk.[15]
- El president de la FIDE havia de nominar un jugador d'entre el Top 40 mundial. Si hi hagués retirades, hauria de nominar-ne més d'un.[15]
- Les sis ciutats seu podrien cadascuna nominar un jugador de més de 2500 punts d'Elo.[15] Les ciutats seu varen nominar els següents:[7]
  - Bakú, Azerbaidjan – Vugar Gaixímov
  - Sotxi, Rússia – Dmitri Iakovenko
  - Doha, Qatar – Mohamad Al-Modiahki
  - Montreux, Suïssa – Yannick Pelletier
  - Elista, Rússia – Ernesto Inarkiev
  - Karlovy Vary, República Txeca – David Navara

### Absències destacades
Dels 14 jugadors classificats originalment, Anand, Kramnik i Topàlov (aspirants de 2008/2010), Shirov (Copa del Món de 2007) i Morozévitx (llista d'Elo) no hi varen prendre part. Un dels primers quatre reserves nominats, Judit Polgár tampoc no hi participà. El quadre del Grand Prix incloïa 13 dels 20 Grans Mestres amb més Elo del món del moment quan fou anunciat, però cap del Top quatre.
L'únic que va donar públicament una raó fou Aleksandr Morozévitx, qui va anunciar que boicotejava el Grand Prix perquè trobava que el procés era massa llarg, difícil de controlar, i desorganitzat. Va afirmar també que Anand, Kramnik i Topàlov també boicotejaven el Grand Prix. The Week in Chess va publicar que Kramnik i Topàlov no hi participaven perquè els torneigs no tenien prou dotació econòmica.

### Participants originals
El 5 de març de 2008, la FIDE va publicar la llista de participants, amb el seu número de preclassificació d'acord amb el rànquing de la llista d'Elo de la FIDE de gener de 2008 (mostrats aquí entre parèntesis).
- 1 del cicle de 2008/2010: Gata Kamsky (15).
- 2 de la Copa del Món d'escacs de 2007: Magnus Carlsen (13), Serguei Kariakin (14).
- 6 de la llista d'Elo: Xakhriar Mamediàrov (6), Péter Lékó (8), Vassil Ivantxuk (9), Levon Aronian (10), Borís Guélfand (11), Teimur Radjàbov (12)
- 2 de la llista de reserves per Elo: Michael Adams (16), Aleksandr Grisxuk (21)
- 4 nominats pel president de la FIDE: Piotr Svídler (5), Ivan Txeparínov (19), Étienne Bacrot (22), Wang Yue (25).
- 6 nominats per les ciutats seu: Dmitri Iakovenko (17), Ernesto Inarkiev (34), David Navara (37), Vugar Gaixímov (48), Yannick Pelletier (165), Mohamad Al-Modiahki (274).

### Canvis després del segon i tercer torneigs
Després que Doha i Montreux refusessin d'hostatjar torneigs, els seus nominats Al-Modiahki i Pelletier foren exclosos de les sèries. Carlsen i Adams es varen retirar del Grand Prix. Aquests jugadors foren substituïts per Ievgueni Alekséiev, Pàvel Eliànov, Rustam Kassimdjanov (de la llista d'Elo) i Vladimir Akopian (nominat per Jermuk) des del tercer torneig en endavant.
Després que la seu de Karlovy Vary es retirés el gener de 2009 (a posteriori del tercer torneig), el seu nominat David Navara fou també exclòs del Grand Prix, i no va ser substituït.

## Resultats dels torneigs

### Punts del Grand Prix
La taula següent mostra la classificació final del Grand Prix; entre parèntesis s'hi indica el resultat sense significació per la classificació.
En verd clar s'indiquen els jugadors que es varen classificar pel Torneig de Candidats per altres mitjans: Gata Kamsky com a finalista del Torneig de Candidats de 2009, Borís Guélfand en guanyar la Copa del Món d'escacs de 2009, i Magnus Carlsen per Elo (mitjana de les llistes d'Elo de la FIDE de juliol de 2009 i gener de 2010).
| Jugador             | País            | Bakú[21]           | Sochi[22]          | Elista[23]     | Nalchik[24]    | Jermuk[25]     | Astrakhan[26] | Total[27]  |
| ------------------- | --------------- | ------------------ | ------------------ | -------------- | -------------- | -------------- | ------------- | ---------- |
| Levon Aronian       | Armènia         | —                  | 180                | —              | 180            | 140            | —             | 500        |
| Teimur Radjàbov     | Azerbaidjan     | (60)               | 150                | 153,5          | —              | —              | 116           | 419,5      |
| Aleksandr Grisxuk   | Rússia          | 105                | (45)               | 153,5          | 105            | —              | —             | 363,5      |
| Dmitri Iakovenko    | Rússia          | —                  | 90                 | 153,5          | —              | (35)           | 116           | 359,5      |
| Wang Yue            | R.P. de la Xina | 153,5              | 120                | 80             | —              | —              | (70)          | 353,5      |
| Vugar Gaixímov      | Azerbaidjan     | 153,5              | (65)               | 110            | —              | —              | 70            | 333,5      |
| Péter Lékó          | Hongria         | —                  | —                  | 80             | 140            | 100            | (70)          | 320        |
| Xakhriar Mamediàrov | Azerbaidjan     | 105                | —                  | 80             | (55)           | —              | 116           | 301        |
| Ievgueni Alekséiev  | Rússia          | no participant[28] | no participant[28] | (35)           | 85             | 100            | 116           | 301        |
| Pàvel Eliànov       | Ucraïna         | no participant[28] | no participant[28] | 35             | (20)           | 70             | 180           | 285        |
| Vassil Ivantxuk     | Ucraïna         | —                  | 65                 | —              | 20             | 180            | (20)          | 265        |
| Borís Guélfand      | Israel          | —                  | 30                 | —              | 85             | 140            | (45)          | 255        |
| Étienne Bacrot      | França          | (15)               | —                  | 80             | 105            | 55             | —             | 240        |
| Gata Kamsky         | Estats Units    | 60                 | 120                | —              | 55             | (55)           |               | 235        |
| Serguei Kariakin    | Ucraïna         | 60                 | 90                 | —              | (55)           | 80             | —             | 230        |
| Piotr Svídler       | Rússia          | 85                 | 90                 | —              | 55             | —              | (45)          | 230        |
| Rustam Kassimdjanov | Uzbekistan      | no participant[28] | no participant[28] | 80             | 20             | 100            | —             | 200        |
| Vladímir Akopian    | Armènia         | no participant[28] | no participant[28] | (15)           | 140            | 35             | 20            | 195        |
| Ivan Txeparínov     | Bulgària        | 35                 | 45                 | 50             | —              | (10)           | —             | 130        |
| Ruslan Ponomariov   | Ucraïna         | no participant     | no participant     | no participant | no participant | no participant | 116           | 130        |
| Ernesto Inarkiev    | Rússia          | (15)               | —                  | 15             | —              | 20             | 20            | 55         |
| Michael Adams       | Anglaterra      | 85                 | —                  | retirat        | retirat        | retirat        | retirat       | retirat    |
| Mohamad Al-Modiahki | Qatar           | —                  | 15                 | exclòs[29]     | exclòs[29]     | exclòs[29]     | exclòs[29]    | exclòs[29] |
| Magnus Carlsen      | Noruega         | 153,5              | —                  | retirat        | retirat        | retirat        | retirat       | retirat    |
| David Navara        | Txèquia         | 35                 | 15                 | —              | —              | exclòs[29]     | exclòs[29]    | exclòs[29] |
| Yannick Pelletier   | Suïssa          | —                  | —                  | exclòs[29]     | exclòs[29]     | exclòs[29]     | exclòs[29]    | exclòs[29] |

### Bakú
El primer torneig es va celebrar a Bakú entre el 20 d'abril i el 5 de maig de 2008. Fou un torneig de categoria XIX (mitjana d'Elo 2717).
| Pos.  | Jugador             | Elo  | 1 | 2 | 3 | 4 | 5 | 6 | 7 | 8 | 9 | 10 | 11 | 12 | 13 | 14 | Tot. | Punts |
| ----- | ------------------- | ---- | - | - | - | - | - | - | - | - | - | -- | -- | -- | -- | -- | ---- | ----- |
| 1-3   | Vugar Gaixímov      | 2679 |   | ½ | ½ | ½ | 1 | ½ | 1 | ½ | 1 | ½  | ½  | ½  | ½  | ½  | 8    | 153,5 |
| 1-3   | Wang Yue            | 2689 | ½ |   | ½ | ½ | ½ | ½ | 1 | ½ | ½ | 1  | 1  | ½  | ½  | ½  | 8    | 153,5 |
| 1-3   | Magnus Carlsen      | 2765 | ½ | ½ |   | 0 | ½ | 1 | ½ | 1 | ½ | ½  | ½  | ½  | 1  | 1  | 8    | 153,5 |
| 4-5   | Xakhriar Mamediàrov | 2752 | ½ | ½ | 1 |   | ½ | ½ | ½ | ½ | ½ | 1  | 0  | 1  | 1  | 0  | 7,5  | 105   |
| 4-5   | Aleksandr Grisxuk   | 2716 | 0 | ½ | ½ | ½ |   | ½ | ½ | ½ | ½ | ½  | 1  | 1  | ½  | 1  | 7,5  | 105   |
| 6-7   | Michael Adams       | 2729 | ½ | ½ | 0 | ½ | ½ |   | 1 | ½ | 0 | 0  | 1  | 1  | ½  | ½  | 6,5  | 85    |
| 6-7   | Piotr Svídler       | 2746 | 0 | 0 | ½ | ½ | ½ | 0 |   | ½ | 1 | 1  | ½  | ½  | ½  | 1  | 6,5  | 85    |
| 8-10  | Teimur Radjàbov     | 2751 | ½ | ½ | 0 | ½ | ½ | ½ | ½ |   | 1 | ½  | 0  | 0  | 1  | ½  | 6    | 60    |
| 8-10  | Gata Kamsky         | 2726 | 0 | ½ | ½ | ½ | ½ | 1 | 0 | 0 |   | ½  | ½  | ½  | ½  | 1  | 6    | 60    |
| 8-10  | Serguei Kariakin    | 2732 | ½ | 0 | ½ | 0 | ½ | 1 | 0 | ½ | ½ |    | ½  | ½  | ½  | 1  | 6    | 60    |
| 11-12 | Ivan Txeparínov     | 2696 | ½ | 0 | ½ | 1 | 0 | 0 | ½ | 1 | ½ | ½  |    | 0  | 0  | 1  | 5,5  | 35    |
| 11-12 | David Navara        | 2672 | ½ | ½ | ½ | 0 | 0 | 0 | ½ | 1 | ½ | ½  | 1  |    | ½  | 0  | 5,5  | 35    |
| 13-14 | Étienne Bacrot      | 2705 | ½ | ½ | 0 | 0 | ½ | ½ | ½ | 0 | ½ | ½  | 1  | ½  |    | 0  | 5    | 15    |
| 13-14 | Ernesto Inarkiev    | 2684 | ½ | ½ | 0 | 1 | 0 | ½ | 0 | ½ | 0 | 0  | 0  | 1  | 1  |    | 5    | 15    |

### Sotxi
El segon torneig es va celebrar a Sotxi entre el 31 de juliol i el 4 d'agost de 2008. Fou un torneig de categoria XIX (mitjana d'Elo 2708).
| Pos.  | Jugador             | Elo  | 1 | 2 | 3 | 4 | 5 | 6 | 7 | 8 | 9 | 10 | 11 | 12 | 13 | 14 | Tot. | Punts |
| ----- | ------------------- | ---- | - | - | - | - | - | - | - | - | - | -- | -- | -- | -- | -- | ---- | ----- |
| 1     | Levon Aronian       | 2737 |   | ½ | ½ | ½ | ½ | ½ | ½ | 0 | ½ | 1  | 1  | 1  | 1  | 1  | 8,5  | 180   |
| 2     | Teimur Radjàbov     | 2744 | ½ |   | 0 | ½ | 0 | ½ | 1 | ½ | ½ | ½  | 1  | 1  | 1  | 1  | 8    | 150   |
| 3-4   | Wang Yue            | 2704 | ½ | 1 |   | ½ | ½ | ½ | ½ | ½ | ½ | ½  | ½  | 1  | ½  | ½  | 7,5  | 120   |
| 3-4   | Gata Kamsky         | 2723 | ½ | ½ | ½ |   | ½ | ½ | ½ | 1 | ½ | ½  | 0  | ½  | 1  | 1  | 7,5  | 120   |
| 5-7   | Piotr Svídler       | 2738 | ½ | 1 | ½ | ½ |   | 1 | 0 | 0 | 1 | ½  | 0  | ½  | ½  | 1  | 7    | 90    |
| 5-7   | Dmitri Iakovenko    | 2709 | ½ | ½ | ½ | ½ | 0 |   | ½ | ½ | 1 | ½  | 1  | ½  | ½  | ½  | 7    | 90    |
| 5-7   | Serguei Kariakin    | 2727 | ½ | 0 | ½ | ½ | 1 | ½ |   | ½ | ½ | 0  | 1  | ½  | ½  | 1  | 7    | 90    |
| 8-9   | Vassil Ivantxuk     | 2781 | 1 | ½ | ½ | 0 | 1 | ½ | ½ |   | ½ | ½  | ½  | 0  | ½  | ½  | 6,5  | 65    |
| 8-9   | Vugar Gaixímov      | 2717 | ½ | ½ | ½ | ½ | 0 | 0 | ½ | ½ |   | ½  | ½  | ½  | 1  | 1  | 6,5  | 65    |
| 10-11 | Aleksandr Grisxuk   | 2728 | 0 | ½ | ½ | ½ | ½ | ½ | 1 | ½ | ½ |    | 0  | ½  | ½  | ½  | 6    | 45    |
| 10-11 | Ivan Txeparínov     | 2687 | 0 | 0 | ½ | 1 | 1 | 0 | 0 | ½ | ½ | 1  |    | ½  | ½  | ½  | 6    | 45    |
| 12    | Borís Guélfand      | 2720 | 0 | 0 | 0 | ½ | ½ | ½ | ½ | 1 | ½ | ½  | ½  |    | ½  | ½  | 5,5  | 30    |
| 13-14 | David Navara        | 2646 | 0 | 0 | ½ | 0 | ½ | ½ | ½ | ½ | 0 | ½  | ½  | ½  |    | 0  | 4    | 15    |
| 13-14 | Mohamad Al-Modiahki | 2556 | 0 | 0 | ½ | 0 | 0 | ½ | 0 | ½ | 0 | ½  | ½  | ½  | 1  |    | 4    | 15    |

### Elista
El tercer torneig es va celebrar a Elistà entre el 14 i el 28 de desembre de 2008. Fou un torneig de categoria XIX (mitjana d'Elo 2713).
| Pos.  | Jugador             | Elo  | 1 | 2 | 3 | 4 | 5 | 6 | 7 | 8 | 9 | 10 | 11 | 12 | 13 | 14 | Tot. | Punts |
| ----- | ------------------- | ---- | - | - | - | - | - | - | - | - | - | -- | -- | -- | -- | -- | ---- | ----- |
| 1-3   | Teimur Radjàbov     | 2751 |   | ½ | ½ | ½ | ½ | 1 | ½ | ½ | 1 | ½  | 1  | 1  | ½  | 0  | 8    | 153,5 |
| 1-3   | Dmitri Iakovenko    | 2737 | ½ |   | ½ | ½ | ½ | ½ | ½ | 1 | 1 | ½  | ½  | ½  | ½  | 1  | 8    | 153,5 |
| 1-3   | Aleksandr Grisxuk   | 2719 | ½ | ½ |   | 0 | 1 | ½ | ½ | 1 | ½ | ½  | 1  | 1  | ½  | ½  | 8    | 153,5 |
| 4     | Vugar Gaixímov      | 2703 | ½ | ½ | 1 |   | 0 | ½ | 1 | ½ | ½ | ½  | ½  | 1  | ½  | ½  | 7,5  | 110   |
| 5-9   | Péter Lékó          | 2747 | ½ | ½ | 0 | 1 |   | 0 | ½ | ½ | ½ | 1  | ½  | ½  | ½  | ½  | 6,5  | 80    |
| 5-9   | Étienne Bacrot      | 2705 | 0 | ½ | ½ | ½ | 1 |   | ½ | ½ | ½ | ½  | ½  | ½  | ½  | ½  | 6,5  | 80    |
| 5-9   | Xakhriar Mamediàrov | 2731 | ½ | ½ | ½ | 0 | ½ | ½ |   | ½ | ½ | ½  | ½  | 1  | ½  | ½  | 6,5  | 80    |
| 5-9   | Wang Yue            | 2736 | ½ | 0 | 0 | ½ | ½ | ½ | ½ |   | ½ | 1  | ½  | 1  | ½  | ½  | 6,5  | 80    |
| 5-9   | Rustam Kassimdjanov | 2672 | 0 | 0 | ½ | ½ | ½ | ½ | ½ | ½ |   | 1  | 0  | ½  | 1  | 1  | 6,5  | 80    |
| 10    | Ivan Txeparínov     | 2696 | ½ | ½ | ½ | ½ | 0 | ½ | ½ | 0 | 0 |    | 1  | 0  | 1  | 1  | 6    | 50    |
| 11-12 | Ievgueni Alekséiev  | 2715 | 0 | ½ | 0 | ½ | ½ | ½ | ½ | ½ | 1 | 0  |    | 0  | 1  | ½  | 5,5  | 35    |
| 11-12 | Pàvel Eliànov       | 2720 | 0 | ½ | 0 | 0 | ½ | ½ | 0 | 0 | ½ | 1  | 1  |    | ½  | 1  | 5,5  | 35    |
| 13-14 | Vladímir Akopian    | 2679 | ½ | ½ | ½ | ½ | ½ | ½ | ½ | 0 | 0 | 0  | ½  | 0  |    | ½  | 5    | 15    |
| 13-14 | Ernesto Inarkiev    | 2556 | 1 | 0 | ½ | ½ | ½ | ½ | ½ | ½ | 0 | 0  | ½  | 0  | ½  |    | 5    | 15    |

### Nalchik
El quart torneig es va celebrar a Nalchik entre el 14 i el 29 d'abril de 2009. Fou un torneig de categoria XX (mitjana d'Elo 2725).
| Pos.  | Jugador             | Elo  | 1 | 2 | 3  | 4 | 5 | 6 | 7 | 8 | 9 | 10 | 11 | 12 | 13 | 14 | Tot. | Punts |
| ----- | ------------------- | ---- | - | - | -- | - | - | - | - | - | - | -- | -- | -- | -- | -- | ---- | ----- |
| 1     | Levon Aronian       | 2754 |   | 1 | 1  | ½ | ½ | ½ | ½ | ½ | ½ | 0  | 1  | 1  | ½  | 1  | 8,5  | 180   |
| 2-3   | Péter Lékó          | 2751 | 0 |   | 1  | ½ | ½ | ½ | 1 | ½ | ½ | ½  | ½  | ½  | 1  | ½  | 7,5  | 140   |
| 2-3   | Vladímir Akopian    | 2696 | 0 | 0 |    | ½ | 1 | ½ | ½ | 1 | ½ | 1  | ½  | ½  | ½  | 1  | 7,5  | 140   |
| 4-5   | Aleksandr Grisxuk   | 2748 | ½ | ½ | ½  |   | 1 | 1 | 1 | 0 | ½ | ½  | 0  | 0  | 1  | ½  | 7    | 105   |
| 4-5   | Étienne Bacrot      | 2728 | ½ | ½ | 0  | 0 |   | 1 | ½ | ½ | ½ | 1  | 1  | ½  | ½  | ½  | 7    | 105   |
| 6-7   | Ievgueni Alekséiev  | 2716 | ½ | ½ | ½  | 0 | 0 |   | ½ | ½ | ½ | 1  | ½  | ½  | ½  | 1  | 6,5  | 85    |
| 6-7   | Borís Guélfand      | 2733 | ½ | 0 | ½  | 0 | ½ | ½ |   | ½ | ½ | 1  | 1  | ½  | 1  | 0  | 6,5  | 85    |
| 8-11  | Gata Kamsky         | 2720 | ½ | ½ | 0  | 1 | ½ | ½ | ½ |   | 1 | 0  | ½  | ½  | ½  | 0  | 6    | 55    |
| 8-11  | Piotr Svídler       | 2726 | ½ | ½ | ½  | ½ | ½ | ½ | ½ | 0 |   | 0  | 0  | 1  | ½  | 1  | 6    | 55    |
| 8-11  | Serguei Kariakin    | 2721 | 1 | ½ | 0½ | ½ | 0 | 0 | 0 | 1 | 1 |    | ½  | ½  | ½  | ½  | 6    | 55    |
| 8-11  | Xakhriar Mamediàrov | 2725 | 0 | ½ | ½  | 1 | 0 | ½ | 0 | ½ | 1 | ½  |    | ½  | ½  | ½  | 6    | 55    |
| 12-14 | Vassil Ivantxuk     | 2746 | 0 | ½ | ½  | 1 | ½ | ½ | ½ | ½ | 0 | ½  | ½  |    | 0  | ½  | 5,5  | 20    |
| 12-14 | Rustam Kassimdjanov | 2695 | ½ | 0 | ½  | 0 | ½ | ½ | 0 | ½ | ½ | ½  | ½  | 1  |    | ½  | 5,5  | 20    |
| 12-14 | Pàvel Eliànov       | 2693 | 0 | ½ | 0  | ½ | ½ | 0 | 1 | 1 | 0 | ½  | ½  | ½  | ½  |    | 5,5  | 20    |

### Jermuk
El cinquè sorneig es va celebrar a Djermuk entre el 8 i el 23 d'agost de 2009. Fou un torneig de categoria XIX (mitjana d'Elo 2712).
El torneig estigué dedicat a la memòria del Campió del món Tigran Petrossian, en ocasió dels vuitanta anys del seu naixement.
| Pos.  | Jugador             | Elo  | 1 | 2 | 3 | 4 | 5 | 6 | 7 | 8 | 9 | 10 | 11 | 12 | 13 | 14 | Tot. | Punts |
| ----- | ------------------- | ---- | - | - | - | - | - | - | - | - | - | -- | -- | -- | -- | -- | ---- | ----- |
| 1     | Vassil Ivantxuk     | 2703 |   | ½ | 1 | 1 | ½ | ½ | ½ | ½ | ½ | ½  | 1  | ½  | ½  | 1  | 8,5  | 180   |
| 2-3   | Levon Aronian       | 2768 | ½ |   | 1 | 1 | 0 | ½ | ½ | 0 | ½ | 1  | ½  | 1  | 1  | ½  | 8    | 140   |
| 2-3   | Borís Guélfand      | 2755 | 0 | 0 |   | ½ | 1 | 1 | ½ | ½ | ½ | ½  | 1  | ½  | 1  | 1  | 8    | 140   |
| 4-6   | Ievgueni Alekséiev  | 2714 | 0 | 0 | ½ |   | ½ | ½ | ½ | 1 | ½ | 1  | ½  | ½  | 1  | 1  | 7,5  | 100   |
| 4-6   | Rustam Kassimdjanov | 2672 | ½ | 1 | 0 | ½ |   | ½ | ½ | ½ | ½ | ½  | ½  | ½  | 1  | 1  | 7,5  | 100   |
| 4-6   | Péter Lékó          | 2756 | ½ | ½ | 0 | ½ | ½ |   | 1 | ½ | ½ | ½  | ½  | ½  | 1  | 1  | 7,5  | 100   |
| 7     | Serguei Kariakin    | 2717 | ½ | ½ | ½ | ½ | ½ | 0 |   | ½ | 1 | ½  | 1  | ½  | ½  | ½  | 7    | 80    |
| 8     | Pàvel Eliànov       | 2716 | ½ | 1 | ½ | 0 | ½ | ½ | ½ |   | ½ | 0  | ½  | ½  | ½  | 1  | 6,5  | 70    |
| 9-10  | Étienne Bacrot      | 2721 | ½ | ½ | ½ | ½ | ½ | ½ | 0 | ½ |   | ½  | ½  | 1  | 0  | ½  | 6    | 55    |
| 9-10  | Gata Kamsky         | 2717 | ½ | 0 | ½ | 0 | ½ | ½ | ½ | 1 | ½ |    | 0  | ½  | 1  | ½  | 6    | 55    |
| 11-12 | Vladímir Akopian    | 2712 | 0 | ½ | 0 | ½ | ½ | ½ | 0 | ½ | ½ | 1  |    | ½  | ½  | ½  | 5    | 35    |
| 11-12 | Dmitri Iakovenko    | 2760 | ½ | 0 | ½ | ½ | ½ | ½ | ½ | ½ | 0 | ½  | ½  |    | 0  | 1  | 5    | 35    |
| 13    | Ernesto Inarkiev    | 2675 | ½ | 0 | 0 | 0 | 0 | 0 | ½ | ½ | 1 | 0  | ½  | 1  |    | ½  | 4,5  | 20    |
| 14    | Ivan Txeparínov     | 2678 | 0 | ½ | 0 | 0 | 0 | 0 | ½ | 0 | ½ | ½  | ½  | 1  | ½  |    | 4    | 10    |

### Astracan
El sisè torneig es va celebrar a Astracan el maig del 2010.
| Pos.  | Jugador             | Elo  | 1 | 2 | 3 | 4 | 5 | 6 | 7 | 8 | 9 | 10 | 11 | 12 | 13 | 14 | Tot. | Punts |
| ----- | ------------------- | ---- | - | - | - | - | - | - | - | - | - | -- | -- | -- | -- | -- | ---- | ----- |
| 1     | Pàvel Eliànov       | 2751 |   | 0 | ½ | 1 | ½ | 0 | ½ | ½ | 1 | ½  | ½  | 1  | 1  | 1  | 8    | 180   |
| 2–6   | Ruslan Ponomariov   | 2733 | 1 |   | 0 | ½ | ½ | ½ | 1 | ½ | ½ | 1  | ½  | 0  | ½  | ½  | 7    | 116   |
| 2–6   | Dmitri Iakovenko    | 2725 | ½ | 1 |   | ½ | ½ | ½ | ½ | ½ | ½ | ½  | ½  | ½  | ½  | ½  | 7    | 116   |
| 2–6   | Teimur Radjàbov     | 2740 | 0 | ½ | ½ |   | 1 | ½ | ½ | ½ | ½ | ½  | ½  | ½  | 1  | ½  | 7    | 116   |
| 2–6   | Xakhriar Mamediàrov | 2763 | ½ | ½ | ½ | 0 |   | 1 | ½ | 1 | ½ | ½  | ½  | 0  | ½  | 1  | 7    | 116   |
| 2–6   | Ievgueni Alekséiev  | 2700 | 1 | ½ | ½ | ½ | 0 |   | ½ | 0 | ½ | ½  | ½  | ½  | 1  | 1  | 7    | 116   |
| 7–9   | Vugar Gaixímov      | 2734 | ½ | 0 | ½ | ½ | ½ | ½ |   | 0 | ½ | ½  | ½  | 1  | ½  | 1  | 6½   | 70    |
| 7–9   | Péter Lékó          | 2735 | 0 | ½ | ½ | ½ | 0 | 1 | 1 |   | ½ | ½  | ½  | ½  | ½  | ½  | 6½   | 70    |
| 7–9   | Wang Yue            | 2752 | 0 | ½ | ½ | ½ | ½ | ½ | ½ | ½ |   | ½  | ½  | ½  | 1  | ½  | 6½   | 70    |
| 10–11 | Piotr Svídler       | 2735 | ½ | 0 | ½ | ½ | ½ | ½ | ½ | ½ | ½ |    | 1  | ½  | ½  | 0  | 6    | 45    |
| 10–11 | Borís Guélfand      | 2741 | ½ | ½ | ½ | ½ | 1 | ½ | ½ | ½ | ½ | 0  |    | ½  | ½  | 0  | 6    | 45    |
| 12–14 | Vassil Ivantxuk     | 2741 | ½ | 0 | ½ | ½ | 1 | ½ | 0 | ½ | ½ | ½  | ½  |    | 0  | ½  | 5½   | 20    |
| 12–14 | Vladímir Akopian    | 2694 | 0 | ½ | ½ | 0 | ½ | 0 | ½ | ½ | ½ | ½  | ½  | 1  |    | 1  | 5½   | 20    |
| 12–14 | Ernesto Inarkiev    | 2669 | 0 | ½ | ½ | ½ | 0 | 0 | 0 | ½ | ½ | 1  | ½  | ½  | 0  |    | 5½   | 20    |